# FC Vratimov
FC Vratimov je český fotbalový klub z města Vratimov v Moravskoslezském kraji, který byl založen 12. prosince 1929. Od sezóny 2023/24 hraje Divizi F, tedy (4. nejvyšší soutěž). Klubovými barvami jsou zelená a černá.
Největšího novodobého úspěchu klub dosáhl v sezoně 1996/97, když vyhrál moravskoslezskou Divizi E a postoupil poprvé od konce 40. let 20. století do třetí nejvyšší soutěže, Moravskoslezské fotbalové ligy, v níž působil 5 ročníků (1997/98 – 2001/02). V MSFL působil také v sezóně 2021/22 díky přesunu licence z Frýdku-Místku.

## Vývoj názvů
Zdroj:
- 1929 – SK Meteor Vratimov (Sportovní klub Meteor Vratimov)
- 1950 – ZSJ VRATPAP Vratimov (Závodní sokolská jednota Vratimovské papírny Vratimov)
- 1953 – DSO Tatran Vratimov (Dobrovolná sportovní organisace Tatran Vratimov)
- 1957 – TJ Tatran Vratimov (Tělovýchovná jednota Tatran Vratimov)
- 1960 – TJ VRATPAP Vratimov (Tělovýchovná jednota Vratimovské papírny Vratimov)
- 1985 – TJ SMCP Vratimov (Tělovýchovná jednota Severomoravská celulózka Paskov Vratimov)
- 1990 – TJ Biocel Vratimov (Tělovýchovná jednota Biocel Vratimov)
- 2004 – FC Biocel Vratimov (Football Club Biocel Vratimov)
- 2009 – FC Vratimov, z.s. (Football Club Vratimov, zapsaný spolek)
- 2021 – fúze s MFK Frýdek-Místek, a.s. ⇒ nový název FC Vratimov, a.s. (Football Club Vratimov, akciová společnost) (pouze muži)
- 2022 – FC Vratimov, z.s. (Football Club Vratimov, zapsaný spolek)

## Historie klubu

### Od 2021
V roce 2021 vyvrcholil spor mezi zapsaným spolkem MFK Frýdek-Místek a akciovou společností MFK Frýdek-Místek, jehož důsledkem byl konec akciové společnosti v tomto městě k 30. červnu 2021 a následný přesun třetiligové licence do Vratimova. Od 1. července 2021 došlo k fúzi MFK Frýdek-Místek, a.s. a FC Vratimov, z.s. a vznikl tak zcela nový subjekt FC Vratimov, a.s., který nastupoval od sezony 2021/22 v MSFL a domácí zápasy hrál na stadionu ve Vratimově; do Vratimova se tak po 19 letech vrátí třetí nejvyšší soutěž - MSFL. Po 1 sezóně však klub prodal licenci týmu MFK Vítkovice a přešel do krajského přeboru. V něm Vratimov získal druhé místo a využil nabídku postupu ihned do Divize F.

## Umístění v jednotlivých sezonách
Zdroj:
Legenda: Z - zápasy, V - výhry, R - remízy, P - porážky, VG - vstřelené góly, OG - obdržené góly, +/- - rozdíl skóre, B - body, červené podbarvení - sestup, zelené podbarvení - postup, fialové podbarvení - reorganizace, změna skupiny či soutěže
| Československo (1947 – 1993) |                                            |        |    |     |     |     |     |     |     |    |        |
| Sezóny                       | Liga                                       | Úroveň | Z  | V   | R   | P   | VG  | OG  | +/- | B  | Pozice |
| 1947/48                      | I. A třída SŽF                             | 3      | 26 | 11  | 5   | 10  | 56  | 54  | +2  | 27 | 8.     |
| ...                          |                                            |        |    |     |     |     |     |     |     |    |        |
| 1985/86                      | Severomoravský krajský přebor – sk. A      | 5      | 26 | 13  | 6   | 7   | 43  | 29  | +14 | 32 | 5.     |
| 1986/87                      | Severomoravský krajský přebor              | 5      | 30 | 12  | 13  | 5   | 43  | 30  | +13 | 37 | 4.     |
| 1987/88                      | Severomoravský krajský přebor              | 5      | 30 | 10  | 6   | 14  | 43  | 58  | −15 | 26 | 9.     |
| 1988/89                      | Severomoravský krajský přebor              | 5      | 30 | 12  | 7   | 11  | 44  | 34  | +10 | 31 | 5.     |
| 1989/90                      | Severomoravský krajský přebor              | 5      | 30 | ... | ... | ... | ... | ... | ... |    |        |
| 1990/91                      | Severomoravský krajský přebor              | 5      | 30 | ... | ... | ... | ... | ... | ... |    |        |
| 1991/92                      | Divize E                                   | 4      | 30 | 12  | 5   | 13  | 52  | 67  | −15 | 29 | 11.    |
| 1992/93                      | Divize E                                   | 4      | 30 | 9   | 8   | 13  | 57  | 53  | +4  | 26 | 10.    |
| Česko (1993 – )              |                                            |        |    |     |     |     |     |     |     |    |        |
| Sezóna                       | Liga                                       | Úroveň | Z  | V   | R   | P   | VG  | OG  | +/- | B  | Pozice |
| 1993/94                      | Divize E                                   | 4      | 30 | 11  | 7   | 12  | 35  | 41  | −6  | 29 | 9.     |
| 1994/95                      | Divize E                                   | 4      | 30 | 9   | 6   | 15  | 37  | 51  | −14 | 33 | 14.    |
| 1995/96                      | Divize E                                   | 4      | 30 | 12  | 5   | 13  | 44  | 46  | −2  | 41 | 9.     |
| 1996/97                      | Divize E                                   | 4      | 30 | 19  | 5   | 6   | 64  | 24  | +40 | 62 | 1.     |
| 1997/98                      | Moravskoslezská fotbalová liga             | 3      | 30 | 13  | 9   | 8   | 49  | 33  | +16 | 48 | 5.     |
| 1998/99                      | Moravskoslezská fotbalová liga             | 3      | 30 | 9   | 11  | 10  | 44  | 43  | +1  | 38 | 11.    |
| 1999/00                      | Moravskoslezská fotbalová liga             | 3      | 28 | 9   | 7   | 12  | 38  | 36  | +2  | 34 | 10.    |
| 2000/01                      | Moravskoslezská fotbalová liga             | 3      | 30 | 11  | 9   | 10  | 34  | 38  | −4  | 42 | 9.     |
| 2001/02                      | Moravskoslezská fotbalová liga             | 3      | 30 | 9   | 7   | 14  | 34  | 51  | −17 | 34 | 13.    |
| 2002/03                      | I. A třída Moravskoslezského kraje – sk. B | 6      | 26 | 18  | 6   | 2   | 61  | 20  | +41 | 60 | 2.     |
| 2003/04                      | Přebor Moravskoslezského kraje             | 5      | 30 | 10  | 8   | 12  | 48  | 56  | −8  | 38 | 9.     |
| 2004/05                      | Přebor Moravskoslezského kraje             | 5      | 30 | 8   | 3   | 19  | 35  | 63  | −28 | 27 | 14.    |
| 2005/06                      | Přebor Moravskoslezského kraje             | 5      | 30 | 11  | 7   | 12  | 37  | 44  | −7  | 40 | 8.     |
| 2006/07                      | Přebor Moravskoslezského kraje             | 5      | 30 | 12  | 5   | 13  | 48  | 46  | +2  | 41 | 8.     |
| 2007/08                      | Přebor Moravskoslezského kraje             | 5      | 30 | 11  | 5   | 14  | 50  | 67  | −17 | 38 | 10.    |
| 2008/09                      | Přebor Moravskoslezského kraje             | 5      | 30 | 5   | 3   | 22  | 39  | 101 | −62 | 18 | 14.    |
| 2009/10                      | Přebor Moravskoslezského kraje             | 5      | 30 | 0   | 2   | 28  | 17  | 102 | −85 | 2  | 16.    |
| 2010/11                      | I. A třída Moravskoslezského kraje – sk. A | 6      | 26 | 7   | 6   | 13  | 52  | 65  | −13 | 27 | 14.    |
| 2011/12                      | I. B třída Moravskoslezského kraje – sk. B | 7      | 26 | 12  | 7   | 7   | 60  | 46  | +14 | 43 | 2.     |
| 2012/13                      | I. A třída Moravskoslezského kraje – sk. B | 6      | 26 | 10  | 4   | 12  | 44  | 48  | −4  | 34 | 9.     |
| 2013/14                      | I. A třída Moravskoslezského kraje – sk. B | 6      | 26 | 8   | 4   | 14  | 44  | 56  | −12 | 28 | 11.    |
| 2014/15                      | I. A třída Moravskoslezského kraje – sk. B | 6      | 26 | 10  | 3   | 13  | 52  | 60  | −8  | 33 | 10.    |
| 2015/16                      | I. A třída Moravskoslezského kraje – sk. B | 6      | 26 | 11  | 3   | 12  | 53  | 50  | +3  | 36 | 7.     |
| 2016/17                      | I. A třída Moravskoslezského kraje – sk. B | 6      | 26 | 16  | 3   | 7   | 59  | 40  | +19 | 51 | 1.     |
| 2017/18                      | Přebor Moravskoslezského kraje             | 5      | 30 | 5   | 6   | 19  | 49  | 95  | –46 | 21 | 16.    |
| 2018/19                      | I. A třída Moravskoslezského kraje – sk. B | 6      | 26 | 13  | 8   | 5   | 54  | 31  | +23 | 47 | 3.     |
| ** 2019/20                   | I. A třída Moravskoslezského kraje – sk. B | 6      | 13 | 6   | 3   | 4   | 27  | 19  | +8  | 21 | 6.     |
| ** 2020/21                   | I. A třída Moravskoslezského kraje – sk. B | 6      | 9  | 7   | 1   | 1   | 36  | 12  | +24 | 22 | 2.     |
| 2021/22                      | Moravskoslezská fotbalová liga             | 3      | 32 | 10  | 3   | 19  | 42  | 74  | -32 | 33 | 13.    |
| 2022/23                      | Přebor Moravskoslezského kraje             | 5      | 30 | 20  | 3   | 7   | 76  | 53  | +23 | 63 | 2.     |
| 2023/24                      | Divize F                                   | 4      | 30 | 15  | 4   | 11  | 67  | 65  | +2  | 49 | 6.     |
| 2024/25                      | Divize F                                   | 4      | 30 | 11  | 8   | 11  | 42  | 49  | -7  | 41 | 9.     |

Poznámky
- ** = sezona předčasně ukončena z důvodu pandemie covidu-19.
- 2020/21 – Získání licence od MFK Frýdek-Místek, a.s.[11]
- 2021/22 – Prodej licence týmu MFK Vítkovice

## FC Vratimov „B“
FC Vratimov „B“ je rezervním týmem Vratimova, který se pohybuje v ostravských městských soutěžích, s výjimkou ročníku 2021/22, kdy hrál krajskou I.A třídu (vlivem přesunu licence a následnému přesunu mužstev).

### Umístění v jednotlivých sezonách
Legenda: Z - zápasy, V - výhry, R - remízy, P - porážky, VG - vstřelené góly, OG - obdržené góly, +/- - rozdíl skóre, B - body, červené podbarvení - sestup, zelené podbarvení - postup, fialové podbarvení - reorganizace, změna skupiny či soutěže
| Česko (2016 – ) |                                            |        |    |    |       |    |    |    |     |    |        |
| Sezóny          | Liga                                       | Úroveň | Z  | V  | R     | P  | VG | OG | +/- | B  | Pozice |
| 2016/17         | Ostravská městská soutěž                   | 9      | 16 | 12 | 1     | 3  | 79 | 36 | +43 | 37 | 1.     |
| 2017/18         | Ostravský městský přebor                   | 8      | 26 | 10 | 3     | 13 | 87 | 90 | −3  | 33 | 6.     |
| 2018/19         | Ostravský městský přebor                   | 8      | 26 | 7  | 2 / 4 | 13 | 67 | 89 | –22 | 29 | 9.     |
| ** 2019/20      | Ostravský městský přebor                   | 8      | 13 | 5  | 0 / 0 | 8  | 31 | 43 | –12 | 15 | 10.    |
| ** 2020/21      | Ostravský městský přebor – sk. B           | 8      | 8  | 5  | 1 / 0 | 2  | 30 | 21 | +9  | 17 | 3.     |
| 2021/22         | I. A třída Moravskoslezského kraje – sk. B | 6      | 24 | 17 | 2     | 5  | 94 | 38 | +56 | 53 | 2.     |
| 2022/23         | Ostravský městský přebor                   | 8      | 22 | 6  | 0 / 1 | 15 | 45 | 21 | +24 | 19 | 10.    |

** = sezona předčasně ukončena z důvodu pandemie covidu-19.

## FC Vratimov „C“
FC Vratimov „C“ byl rezervním týmem Vratimova, který se pohyboval v ostravských městských soutěžích, a to pouze v sezóně 2021/22 (vlivem přesunu licence a následnému přesunu mužstev).

### Umístění v jednotlivých sezonách
Legenda: Z - zápasy, V - výhry, R - remízy, P - porážky, VG - vstřelené góly, OG - obdržené góly, +/- - rozdíl skóre, B - body, červené podbarvení - sestup, zelené podbarvení - postup, fialové podbarvení - reorganizace, změna skupiny či soutěže
| Česko (2021 – 2022) |                                  |        |    |    |       |   |    |    |     |    |        |
| Sezóny              | Liga                             | Úroveň | Z  | V  | R     | P | VG | OG | +/- | B  | Pozice |
| 2021/22             | Ostravský městský přebor – sk. B | 8      | 20 | 10 | 0 / 2 | 8 | 94 | 61 | +33 | 32 | 5.     |